# Набережная реки Крестовки
Набережная реки Кресто́вки — набережная на правом берегу реки Крестовки на Каменном острове в Петроградском районе Санкт-Петербурга. Проходит от набережной реки Малой Невки до площади Старого Театра. 5 июля 2017 года продлена за площадь Старого Театра до 1-го Елагина моста.

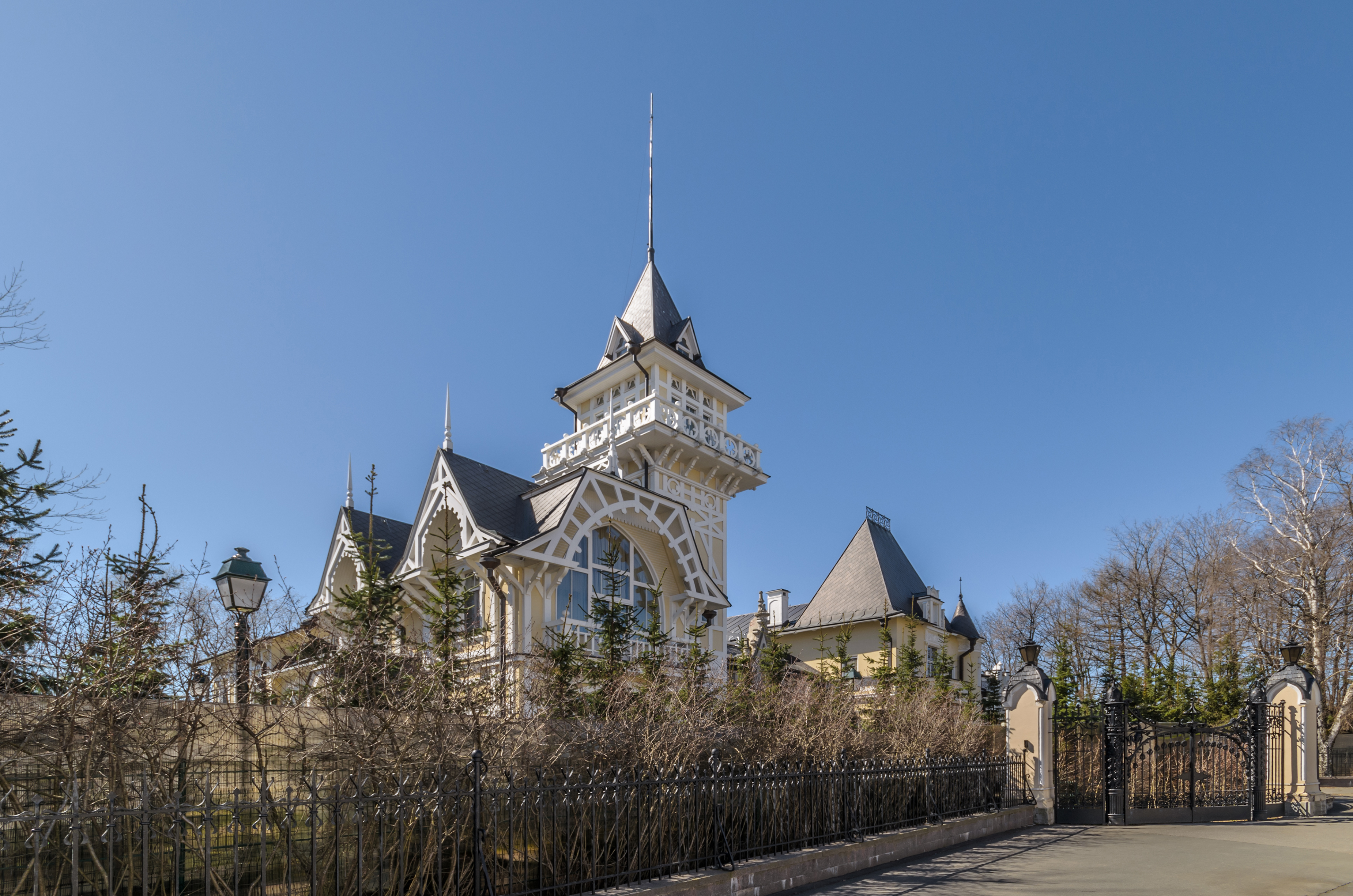
Дача М. Э. Клейнмихель

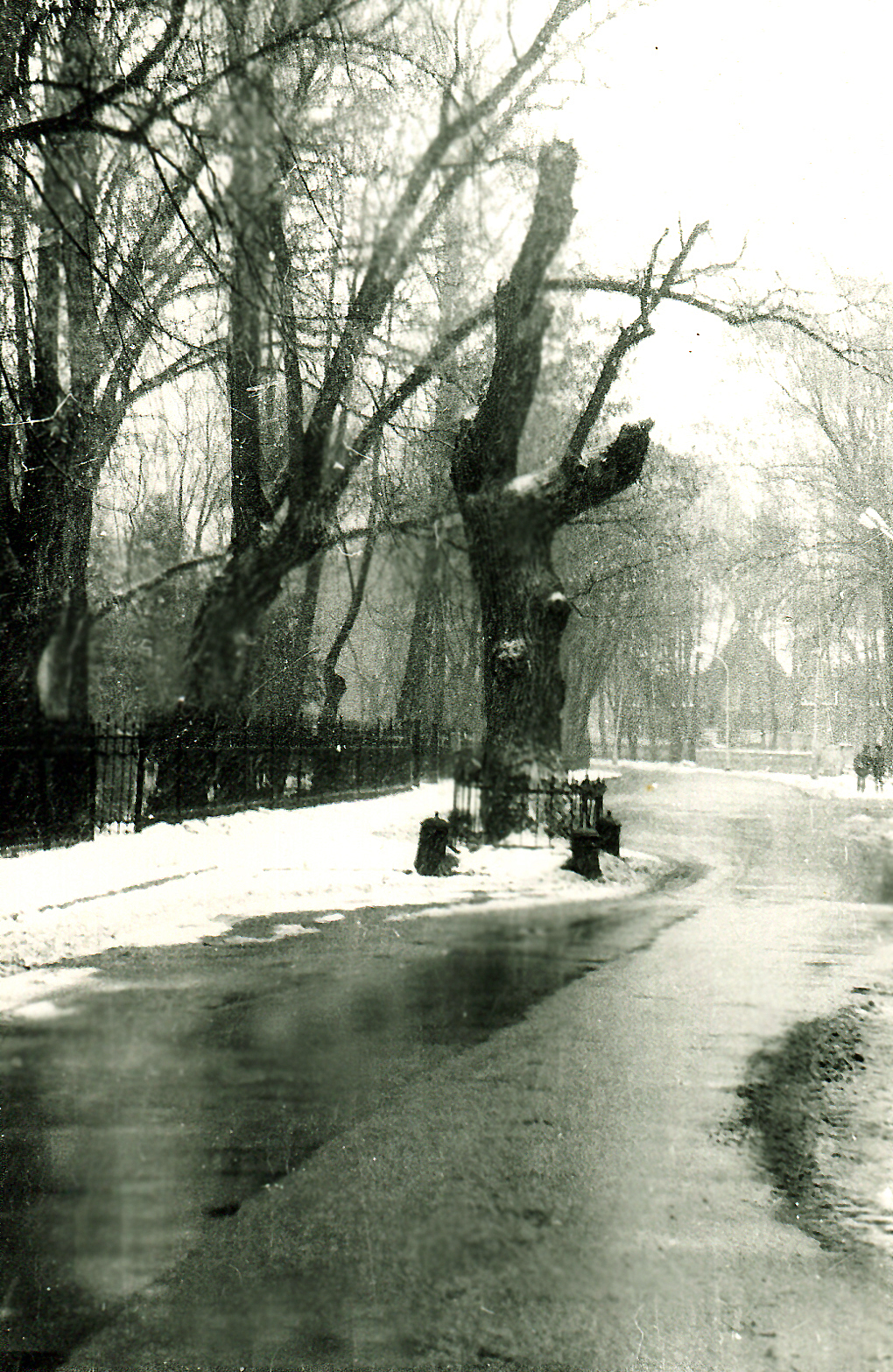
Дуб, посаженный Петром Великим

## История
Название набережная реки Крестовки известно с 1849 года, хотя фактически проезд появился только в начале XX века. Официальное название набережная получила в 1909 году в ряду других улиц Каменного острова.

## Достопримечательности
Правый берег Крестовки издавна застраивался дачами, усадьбами и особняками.
- Дуб, по преданию посаженный Петром I, на обочине между домами 1 и 2. В 1990-х годах погиб, остатки дуба были спилены в 1994 году. В 2003 году вместо него был посажен молодой дуб, рядом с которым установлена мемориальная табличка. В октябре 2010 года этот дуб был уничтожен неизвестными вандалами, но через несколько дней утраченную достопримечательность восстановили на прежнем месте[6].
- Дом № 2 — бывшая дача Марии Вургафт, известная также как «Голубая дача». Особняк был построен в 1913—1914 году по проекту архитектора М. М. Синявера, а в 1916-м интерьеры расписал художник П. Максимович. После революции несколько лет здание занимала детская колония, затем особняк передали Ленгорисполкому[7]. В настоящее время здесь располагается Государственная резиденция «К-5»  ОКН № 7802223000№ 7802223000
- Дом № 3 — находился Институт радиовещательного приёма и акустики им. А. С. Попова
- Дом № 7 — бывшая собственная дача Его Императорского Величества, деревянная (1827—1829 гг., архитекторы К. И. Росси, Л. И. Шарлемань)  ОКН № 7802224000№ 7802224000
- Дом № 11 — бывшая Новая дача, впоследствии «Министерская», деревянная (1836—1838 гг., архитектор Л. И. Шарлемань)  ОКН № 7802226000№ 7802226000
- Каменноостровский театр  ОКН № 7810375000№ 7810375000
- Дом № 12 — дача Марии Клейнмихель  ОКН № 7802225000№ 7802225000
- Государственная гостевая резиденция

## Мосты
- Мало-Крестовский мост на Крестовский остров — в начале набережной  ОКН № 7802243000№ 7802243000
- Пешеходный арочный мост на остров реки Крестовки[5]  ОКН № 7802244000№ 7802244000
- 14-й Каменноостровский мост через Большой канал — в створе набережной
- 1-й Елагин мост на Елагин остров — в конце набережной  ОКН № 7832235003№ 7832235003